# Mohamed Ouédraogo
Mohamed Ouédraogo (* 2. Januar 2003) ist ein burkinischer Fußballspieler.

## Karriere

### Verein
Ouédraogo begann seine Karriere beim SC Majestic. Im Februar 2023 wechselte er nach Österreich zu den Amateuren des SCR Altach. Bis zum Ende der Saison 2022/23 kam er zu sechs Einsätzen für die Altacher in der Eliteliga Vorarlberg.
Im Juni 2023 erhielt der Abwehrspieler dann einen bis 2026 laufenden Profivertrag beim Bundesligisten und rückte zur Saison 2023/24 in den Profikader. Sein Profidebüt gab er im Februar 2024 im ÖFB-Cup gegen den DSV Leoben. Im selben Monat folgte dann auch sein Debüt in der Bundesliga, als er am 18. Spieltag der Saison 2023/24 gegen den FC Blau-Weiß Linz in der Startelf stand.

### Nationalmannschaft
Ouédraogo debütierte im März 2024 in einem Testspiel gegen Niger für die burkinische Nationalmannschaft.